# Plastic Beach
Albums de Gorillaz
D-Sides
(2007) The Fall
(2010)
Singles
1. Stylo
Sortie : 26 janvier 2010
2. Superfast Jellyfish
Sortie : 9 mars 2010
3. White Flag
Sortie : 17 avril 2010 (Record Store Day)
4. On Melancholy Hill
Sortie : 26 juillet 2010
5. Rhinestone Eyes
Sortie : 6 septembre 2010
6. Doncamatic
Sortie : 21 novembre 2010

Plastic Beach est le 3e album studio du groupe britannique Gorillaz sorti le 3 mars 2010 chez Parlophone Records (dans le monde) et Virgin Records (aux Etats-Unis). Conçu à partir d'un projet inachevé pour Gorillaz nommé Carousel, l'album fut enregistré de juin 2008 à novembre 2009 et fut principalement enregistré par le co-créateur du groupe, Damon Albarn. De nombreux artistes sont apparus sur l'album : Snoop Dogg, Gruff Rhys, De La Soul, Bobby Womack, Mos Def, Lou Reed, Mick Jones, Paul Simonon, Mark E. Smith, Bashy, Kano, Little Dragon, et l'Hypnotic Brass Ensemble.
À sa sortie, Plastic Beach entra directement à la seconde place des charts anglais, 74 432 exemplaires environ ayant été vendus dès la première semaine de sortie. Ce fut quasiment pareil aux Etats-Unis, où l'album finit également à la seconde place et où 112 000 exemplaires se vendirent : il atteint le top 10 des ventes d'albums dans beaucoup de pays. En novembre 2010, il se serait vendu à un million d'exemplaires dans le monde. Plastic Beach reçut des critiques positives et un bon nombre de critiques musicaux le classèrent dans leurs listes des meilleurs albums de l'année. Une réédition fut sortie le 29 novembre 2010 avec l'ajout du titre inédit Doncamatic avec le Britannique Daley.

## Historique

### Carousel
Les deux créateurs de Gorillaz, le musicien Damon Albarn et le dessinateur Jamie Hewlett, commencent à travailler sur un nouveau projet pour le groupe en novembre 2007, nommé Carousel, qui allait évoluer pour devenir le troisième album studio du groupe, Plastic Beach. Lors d'une interview donnée pour le numéro de novembre 2007 du magazine Q, quand le journaliste demande à Damon Albarn quelle est sa principale priorité pour 2008, ce dernier répond "Eh bien, je suis en train de créer le prochain truc de Gorillaz, mais ça ne s'appellera pas vraiment Gorillaz". Dans une autre interview, cette fois réalisée en février 2008 pour le site Gorillaz-Unofficial, Jamie Hewlett précise cela, en disant "Je pense que l'idée derrière tout ça, c'est exactement comme la façon dont les Who présentaient leurs films - Tommy et Quadrophenia et tout ça. C'était présenté par "The Who" même si aucun des membres du groupe n'était dans les films. Je pense qu'aucun [membre] des Who n'était dans Quadrophenia. Mais c'est les mêmes personnes qui travaillent dessus, c'est le principe". Une autre interview, donnée pour The Observer en juillet 2008, permet au dessinateur de donner sa vision de ce qu'est pour lui Gorillaz : "Gorillaz, maintenant, n'est pas juste pour nous 4 personnages animés - c'est plus un collectif de personnes créant de nouveaux projets. [...] C'est mon modèle idéal - Gorillaz est un groupe de personnes qui vous donne ça et qui veut maintenant vous donner du nouveau matériel".
Dans la même interview, Hewlett parle également de ce "nouveau projet sur lequel Damon et moi travaillons maintenant, nommé « Carousel », lequel est encore plus grand et plus difficile que « Monkey » et ça n’ira à personne et personne n’aimera ça, ha ha ha ! Nous avons commencé le travail – j’ai fait un tas de visuels et Damon a fait un tas de musique mais nous n’avons pas encore compris comment ils allaient tous « s’adapter ». Je ne peux pas en dire beaucoup à propos de ça mais c’est comme une sorte de film, mais pas avec une seule histoire racontée. C’est tellement d’histoires, racontées autour d’une plus grande histoire, mises en musique et refaites en live action, en animation, tous ces styles différents. À l’origine, c’était un film mais maintenant, nous pensons que c’est un film et que c’est une mise en scène, ainsi que… écoutez, c’est basiquement nous qui nous disons quel bordel on veut sans se soucier de si c’est pour un label, si c’est pour une compagnie cinématographique ou un truc dans le genre. Donc, je ne suis pas sûr de comment ça va sortir ou même si ça va arriver. Mais Damon a écrit autour de 70 chansons pour ça, et j’ai de super idées pour les visuels, mais actuellement, en ce moment, ce n’est juste qu’une vraiment bonne idée." Carousel devait parler des aspects mystiques de l'Angleterre.

### Concept dePlastic Beach
Damon Albarn eut l'idée pour Plastic Beach alors qu'il était près d'une plage à côté de sa maison : "Je regardais juste tout le plastique dans le sable". Le 17 septembre 2008, Damon Albarn et Jamie Hewlett annoncent qu'ils vont faire un nouvel album de Gorillaz lors d'une interview donnée à CBC News. Selon le dessinateur, c'est avec leur travail sur l'opéra Monkey : Journey to the West que "nous venons juste d'apprendre plus sur ce que nous faisons, musicalement et artistiquement. C'est un super endroit pour venir quand nous arrivons pour faire un autre album de Gorillaz. Ça ne doit pas être juste de l'animation et de la musique". Hewlett a exprimé lors de cette interview son ennui de dessiner à nouveau les personnages constituant le faux groupe (du moins sous leurs apparences de la Phase 2) : "Je suis tellement putain d'ennuyé de dessiner ces personnages. Mais nous avons eu un moment où nous avions un nouvel angle sur ça... Je vais les adapter". Dans une interview se passant quelque temps plus tard, il précise "Ce seront toujours les mêmes personnages, mais un petit peu plus vieux et "racontés" d'une voie différente".
En septembre 2008, Albarn annonce qu'il veut "travailler avec un casting de personnes surprenant, incroyablement éclectique". Comme pour les précédents albums de Gorillaz, Plastic Beach comporte un grand nombre de collaborations avec d'autres musiciens et groupes. Ici, l'album contient les participations de Snoop Dogg, Hypnotic Brass Ensemble, Kano, Bashy, Bobby Womack, Mos Def, Gruff Rhys, De La Soul, Little Dragon, Mark E. Smith, Lou Reed, Mick Jones, Paul Simonon, sinfonia VIVA et le Lebanese National Orchestra for Oriental Arabic Music.

## Enregistrement
C'est en juin 2008 qu'Albarn commence à enregistrer du matériel musical pour le futur Plastic Beach. Il voyage à Beyrouth en mars 2009 pour enregistrer avec le Lebanese National Orchestra for Oriental Arabic Music. Le mois suivant, il vient enregistrer avec sinfonia VIVA, un orchestre basé à Derby. Les MC's Bashy et Kano (qui œuvrent dans la musique grime), qui chantent sur White Flag, ont eu la grippe pendant l'enregistrement de la chanson. Kano dit à ce sujet "Nous ne nous sentions pas bien, la musique était hors de notre zone de confort, ça aurait pu être un désastre complet". Bobby Womack, qui chante sur Stylo et Cloud of Unknowing, ne connaissait rien au sujet de Gorillaz et n'était initialement pas sûr de collaborer avec eux. Toutefois, c'est sa fille, fan de Gorillaz, qui l'a convaincu de le faire. Durant l'enregistrement de Stylo, le chanteur dut chanter tout ce qui lui passait par la tête : "J'étais là pour une heure, devenir complètement fou à propos d'amour et de politique, enlever ça de ma poitrine". Après une heure d'enregistrement, Womack, diabétique, commença à perdre connaissance. Il était assis et tenait une banane, avant de se réveiller quelques minutes plus tard. Sweepstakes, la première chanson ayant été enregistrée par Mos Def avec Gorillaz, fut bouclée en une prise. Le rappeur parla de cette chanson comme de "[l']une des meilleures choses en tant que MC que j'ai faites". Mick Jones et Paul Simonon complétèrent leurs parties sur le morceau éponyme en une journée.
"Ce disque ne fait qu'effleurer la surface de [cette] période de travail et du genre d'aventures que nous avons menés", selon Albarn. Le matériel jamais sorti est défini comme "des trucs vraiment hors de [l'ambiance de l'album], qui, je l'espère, verront la lumière du jour à un certain point". Parmi les chansons qui auraient pu être enregistrées pour la Phase 3, il y eut un projet de collaboration avec Engelbert Humperdinck. "Il était supposé le faire, mais après, il a décliné, ce qui est une vraie honte", explique Damon au New York Magazine. "C'est une chanson très dramatique, très émouvante. Des instruments à cordes arabes. C'est s'imaginer la Terre perdre son attraction gravitationnelle et commencer à chuter". Il s'avéra plus tard que la proposition fut déclinée non pas par Humperdinck, mais par son manager, qui refusa l'offre car il ne connaissait tout simplement pas le groupe. Engelbert avouera plus tard dans une interview avoir renvoyé le manager après avoir appris cela, car il connaissait et appréciait Gorillaz. Il n'hésita même pas à qualifier l'erreur de "plus grave pêché jamais commis" et a confié qu'il serait ravi de travailler avec le groupe s'il le contactait à nouveau. Néanmoins, avec ou sans Humperdinck, Albarn insista pour que la chanson sorte. Il s'agit du morceau Crashing Down, non retenu sur l'album final mais ayant été finalisé pour apparaître dans le film documentaire White Helmets (2016), et dont le chant est assuré par Nizar Al Issa. Un extrait de ce morceau, dans une version chantée par Albarn, avait cependant été diffusé dans une vidéo nommée "Russel Ident", au moment de la campagne de promotion de l'album.
Le titre de l'album est confirmé le 27 novembre 2009 par le chanteur-compositeur et guitariste Damon Albarn au cours d'une interview avec The Guardian. Albarn a aussi révélé que les artistes Snoop Dogg, Lou Reed, Mos Def, Bobby Womack et De La Soul sont présents sur l'album. L'album est sorti en Europe le 8 mars 2010.
Mos Def a déclaré [réf. souhaitée]qu'il aurait fait un dessin animé avec Gorillaz pour l'album, où il ferait une apparition en tant que vendeur de jeux et de costumes de carnaval. Il a également déclaré qu'il a collaboré à trois titres de cet album.
Un clip vidéo pour l'album aurait également été tourné le 17 décembre 2009 au Calico Ghost Town Hotel, en Californie.
Dans le clip vidéo du single Stylo, on peut reconnaitre l'acteur Bruce Willis.

## Liste des titres
| 1.    | Orchestral Intro                                             | Gorillaz                         | 1:09 |
| 2.    | Welcome to the World of the Plastic Beach (feat. Snoop Dogg) | Gorillaz, Snoop Dogg             | 3:35 |
| 3.    | White Flag (feat. Bashy & Kano)                              | Gorillaz, Bashy, Kano            | 3:42 |
| 4.    | Rhinestone Eyes                                              | Gorillaz                         | 3:19 |
| 5.    | Stylo (feat. Mos Def featuring Bobby Womack)                 | Gorillaz, Mos Def                | 4:29 |
| 6.    | Superfast Jellyfish (feat. De La Soul & Gruff Rhys)          | Gorillaz, De La Soul, Gruff Rhys | 2:54 |
| 7.    | Empire Ants (feat. Yukimi Nagano)                            | Gorillaz, Nagano                 | 4:43 |
| 8.    | Glitter Freeze (feat. Mark E. Smith)                         | Gorillaz, Smith                  | 4:02 |
| 9.    | Some Kind of Nature (feat. Lou Reed)                         | Gorillaz, Reed                   | 2:59 |
| 10.   | On Melancholy Hill                                           | Gorillaz                         | 3:53 |
| 11.   | Broken                                                       | Gorillaz                         | 3:16 |
| 12.   | Sweepstakes (feat. Mos Def)                                  | Gorillaz, Mos Def                | 5:19 |
| 13.   | Plastic Beach                                                | Gorillaz                         | 3:46 |
| 14.   | To Binge (feat. Yukimi Nagano)                               | Gorillaz, Nagano                 | 3:55 |
| 15.   | Cloud of Unknowing (feat. Bobby Womack)                      | Gorillaz                         | 3:05 |
| 16.   | Pirate Jet                                                   | Gorillaz                         | 2:32 |
| 56:46 |                                                              |                                  |      |

| Titres bonus - Japon | Titres bonus - Japon | Titres bonus - Japon | Titres bonus - Japon | Titres bonus - Japon | Titres bonus - Japon | Titres bonus - Japon | Titres bonus - Japon | Titres bonus - Japon | Titres bonus - Japon |
| No                   | Titre                | Auteur               | Durée                |                      |                      |                      |                      |                      |                      |
| -------------------- | -------------------- | -------------------- | -------------------- | -------------------- | -------------------- | -------------------- | -------------------- | -------------------- | -------------------- |
| 17.                  | Pirate's Progress    | Gorillaz             | 4:03                 |                      |                      |                      |                      |                      |                      |
| 18.                  | Stylo (clip)         |                      | 5:02                 |                      |                      |                      |                      |                      |                      |
| 65:51                |                      |                      |                      |                      |                      |                      |                      |                      |                      |

| Titres bonus - iTunes Store | Titres bonus - iTunes Store                 | Titres bonus - iTunes Store | Titres bonus - iTunes Store | Titres bonus - iTunes Store | Titres bonus - iTunes Store | Titres bonus - iTunes Store | Titres bonus - iTunes Store | Titres bonus - iTunes Store | Titres bonus - iTunes Store |
| No                          | Titre                                       | Durée                       |                             |                             |                             |                             |                             |                             |                             |
| --------------------------- | ------------------------------------------- | --------------------------- | --------------------------- | --------------------------- | --------------------------- | --------------------------- | --------------------------- | --------------------------- | --------------------------- |
| 17.                         | Pirate's Progress                           | 4:03                        |                             |                             |                             |                             |                             |                             |                             |
| 18.                         | Three Hearts, Seven Seas, Twelve Moons      | 2:14                        |                             |                             |                             |                             |                             |                             |                             |
| 19.                         | Stylo (feat. Mos Def & Bobby Womack) (clip) | 5:01                        |                             |                             |                             |                             |                             |                             |                             |
| 68:05                       |                                             |                             |                             |                             |                             |                             |                             |                             |                             |

| 1. | The Making of Plastic Beach | 34:00 |

## Artwork
Il existe 4 versions de la pochette de l'album. Toutes créés par Jamie Hewlett, elles montrent la même maquette de l'île Plastic Beach (que l'on aperçoit notamment à la fin du clip de On Melancholy Hill, de Doncamatic et de The Valley of the Pagans (2020)) mais avec une exposition différente :
- édition "standard" : coucher ou lever de soleil
- édition japonaise : en plein jour
- édition "expérience" (CD+DVD) : en pleine nuit avec le phare allumé
- édition iTunes : assez semblable à la précédente avec une lumière légèrement différente

## Classements
| Classement / pays (2010)     | Meilleure position |
| ---------------------------- | ------------------ |
| Australie - ARIA Charts      | 1                  |
| Autriche                     | 1                  |
| Belgique - Ultratop 50       | 1                  |
| Canadian Albums Chart        | 3                  |
| République tchèque - IFPI    | 6                  |
| Danemark                     | 1                  |
| France - SNEP                | 2                  |
| Allemagne                    | 3                  |
| Islande                      | 4                  |
| Irlande                      | 4                  |
| Italie                       | 12                 |
| Mexique                      | 10                 |
| Pays-Bas                     | 8                  |
| Nouvelle-Zélande - RIANZ     | 4                  |
| Norvège                      | 6                  |
| Pologne                      | 7                  |
| Portugal                     | 4                  |
| Suède - Sverigetopplistan    | 10                 |
| Suisse - Swiss Albums Chart  | 2                  |
| UK Albums Chart              | 2                  |
| Billboard 200                | 2                  |
| Billboard Alternative Albums | 1                  |
| Billboard Top Rock Albums    | 1                  |
| Brésil                       | 2                  |

## Crédits
Gorillaz
- 2D - chanteur principal, claviers, synthétiseurs, guitare additionnelle
- Murdoc Niccals - basse, synthétiseur basse, boîte à rythmes
- Cyborg Noodle - guitares, synth guitars, chœur, synthétiseur et clavier additionnels

Autres
- Bashy – voix sur le titre n°3
- David Coulter – guimbarde additionnelle
- Jason Cox – ingénieur du son
- De La Soul – voix sur le titre n°6
- Mos Def – voix sur les titres n°5 et 12
- Gorillaz – producteur
- Jamie Hewlett – artwork
- Hypnotic Brass Ensemble – cuivres additionnels sur les titres n°2 et 12, 11 (en live)
- Mick Jones – guitare additionnelle sur le titre n°13
- L'Orchestre National Libanais de Musique Arabe Oriental – orchestre sur le titre n°3
- Kano – voix sur le titre n°3
- Yukimi Nagano – voix sur les titres n°7 et 14
- The Purple, The People, The Plastic Eating People – chœur
- Essam Rafea, Andre de Ridder – chefs d'orchestre
- Lou Reed – voix sur le titre n°9
- Gruff Rhys – voix sur le titre n°6
- Paul Simonon – basse additionnelle sur le titre n°13
- sinfonia ViVA – orchestre sur les titres n°1, 15, 17 et 18
- Mark E. Smith – voix sur le titre n°8
- Snoop Dogg – voix sur le titre n°2
- Stephen Sedgwick – programmeur
- Simon Tong – guitare additionnelle
- Gabriel Manuals Wallace – percussions additionnelles
- Fredrik Wallin, Hakan Wirenstrand – claviers additionnels sur les titres n°7 et 14
- Howie Weinberg – mastering
- Bobby Womack – voix sur les titres n°5 et 15
- Zombie Flesh Eaters – design

## Historique de sortie
- 3 mars 2010 :  Japon[12]
- 5 mars 2010 :  Australie[13],  Allemagne,  Irlande[14]
- 8 mars 2010 :  Nouvelle-Zélande[15],  Norvège[16],  Suède[17],  Danemark[18], France Royaume-Uni
- 9 mars 2010 :  Afrique du Sud[19],  Canada,  États-Unis[20]
- 11 mars 2010 :  Corée du Sud[21]
- 12 mars 2010 :  Brésil[22]